# Fromis 9
Fromis 9 (koreanisch 프로미스나인 oder 프로미스 9; stilisierte Schreibweise fromis_9) ist eine südkoreanische Girlgroup der dritten K-Pop-Generation, die 2017 von CJ E&M gegründet wurde. Ursprünglich eine neunköpfige Gruppe, verließen Gyuri am 31. Juli 2022, Saerom, Jisun und Seoyeon am 31. Dezember 2024 die Gruppe. Fromis 9 besteht aus fünf Mitgliedern: Hayoung, Jiwon, Chaeyoung, Nagyung und Jiheon. Am 29. November 2024 wurde von Pledis Entertainment mitgeteilt, dass die Verträge der Gruppe zum 31. Dezember 2024 beendet sind. Am 26. Januar 2025 übernahm ASDN die verbliebenen fünf Mitglieder mit neuen Exklusivverträgen. Die Girlgroup debütierte am 24. Januar 2018 mit dem Mini-Album To. Heart. Der offizielle Fanclub-Name lautet Flover.

## Geschichte

### Entstehung
Im März 2017 kündigte Mnet die Ausstrahlung einer neuen TV-Show mit dem Namen „Idol School“ an. Das Konzept der Show erinnerte an das einer Schule, in der die Mitbewerberinnen neben Gesangs- und Tanzunterricht auch in weiteren Fächern trainiert wurden. Des Weiteren wurden Teams gebildet, die im Wettbewerb gegeneinander verschiedene Lieder einstudieren und performen mussten. Anhand eines kombinierten Bewertungssystems von Trainern und Online-Abstimmungen wurden ab der vierten Episode jeweils mehrere Mitbewerberinnen auf den letzten Ranglistenplätzen aus der Show entfernt, bis am Ende der elften Episode die neun Mitglieder der neuen Girlgroup feststanden: Roh Ji-sun, Song Ha-young, Lee Sae-rom, Lee Chae-young, Lee Na-gyung, Park Ji-won, Lee Seo-yeon, Baek Ji-heon und Jang Gyu-ri.
Der Name Fromis wurde gebildet aus dem englischen „From Idol School“. Die Zahl 9 wurde erst später an den Namen angefügt und steht für die neun Schülerinnen, die ihren Abschluss bei der „Idol School“ geschafft haben. Die Gruppe wurde bis September 2018 von Stone Music Entertainment gemanagt. Von September 2018 bis August 2021 wurde Fromis 9 von Off The Record Entertainment gemanagt. Seit dem 16. August 2021 steht die Gruppe bei Pledis Entertainment unter Vertrag.
Nach dem Ende der Show wurde Han Sung-soo, CEO von Pledis Entertainment, Produzent der neuen Girlgroup und übernahm das weitere Training der Gruppe bis zu ihrem Debüt. Die Vorbereitungen wurden ebenfalls gefilmt und als „Fromis’s Room“ wöchentlich bei Mnet und via Facebook Live ausgestrahlt.
Am 30. November veröffentlichte die Gruppe die Vorab-Single Glass Shoes (유리구두). Einen Tag zuvor trat Fromis 9 bei den Mnet Asian Music Awards auf, wo sie Glass Shoes zum ersten Mal live präsentierte.

### 2018–2019: Debüt mitTo.Heart
Am 8. Januar 2018 wurde der 24. Januar als Datum für das offizielle Debüt von Fromis 9 bekannt gegeben. Die Gruppe veröffentlichte an diesem Tag das Mini-Album To. Heart zusammen mit der Single To Heart.
Im Mai wurde bekannt gegeben, dass Gyuri Teilnehmerin der Casting-Show „Produce 48“ wird und deswegen bis auf Weiteres nicht an Gruppenaktivitäten von Fromis 9 teilnehmen werde. „Produce 48“ ist eine Nachfolgesendung von „Produce 101“, in der die Girlgroup I.O.I gebildet wurde. In der Ausgabe von 2018 kämpften neben 48 südkoreanischen Trainees auch 48 japanische Idols von AKB 48 und deren Schwestergruppen um einen Platz in der neuen Girlgroup. Gyuri schied kurz vor dem Ende der Show auf Rang 25 aus und wurde nicht Mitglied in der neuen Girlgroup IZ*ONE.
Am 5. Juni erschien das zweite Mini-Album To. Day zusammen mit der Single DKDK(두근두근).
Am 10. September wurde bekannt gegeben, dass Fromis 9 sich auf ein Comeback als komplette Gruppe Anfang Oktober vorbereiten. In einer Pressemitteilung am 21. September wurde mitgeteilt, dass die Gruppe ab sofort nicht mehr bei Stone Music Entertainment unter Vertrag stehe, sondern beim neu gegründeten Label Off The Record Entertainment.
Am 10. Oktober veröffentlichte Fromis 9 das Single-Album From.9 zusammen mit der Single Love Bomb. Das Album enthält auch neue Versionen der Titel DKDK und 22nd Century Girl, auf denen alle neun Mitglieder zu hören sind.
Am 24. Januar 2019, am ersten Jahrestag ihres Debüts, gab die Gruppe ihren offiziellen Fanclub-Namen bekannt: Flover.

### 2025: Neuanfang mit fünf Mitgliedern bei ASND
Am 26. Januar 2025 wurde bekannt gegeben, dass fünf der acht Mitglieder Exklusivverträge mit einer neuen Künstleragentur abgeschlossen hätten. Hayoung, Jiwon, Chaeyoung, Nagyung und Jiheon unterzeichneten bei ASND. Saerom, Jisun und Seo-yeon traten der neuen Agentur nicht bei. Die Weiterverwendung des Gruppennamens wurde mit der ehemaligen Agentur Pledis Entertainment diskutiert. Am 26. März wurde bestätigt, dass die Gruppe den Namen Fromis 9 weiterhin verwenden darf, ASND veröffentlichte neue Profilbilder und einen Teaser der fünf Mitglieder. Am 2. April gab ASND bekannt, dass sich die Gruppe mit fünf Mitgliedern auf ein komplettes Comeback im Juni vorbereiten würde.

## Mitglieder
| Bild (2019)          | Name           | Geburtsname           | Geburtstag (Alter)      | Geburtsort | Position                              |
| -------------------- | -------------- | --------------------- | ----------------------- | ---------- | ------------------------------------- |
|                      | Hayoung 하영   | Song Ha-young 송하영  | 29. September 1997 (27) | Gwangju    | Team Co-leader Lead Vocal, Main Dance |
|                      | Jiwon 지원     | Park Ji-won 박지원    | 20. März 1998 (27)      | Busan      | Main Vocal                            |
|                      | Chaeyoung 채영 | Lee Chae-young 이채영 | 14. Mai 2000 (25)       | Pohang     | Vocal, Main Dance, Lead Rap           |
|                      | Nagyung 나경   | Lee Na-gyung 이나경   | 1. Juni 2000 (25)       | Bundang    | Vocal, Lead Dance, Rap                |
|                      | Jiheon 지헌    | Baek Ji-heon 백지헌   | 17. April 2003 (22)     | Boseong    | Vocal                                 |
| Ehemalige Mitglieder |                |                       |                         |            |                                       |
|                      | Gyuri 규리     | Jang Gyu-ri 장규리    | 27. Dezember 1997 (27)  | Seoul      | Lead Vocal                            |
|                      | Saerom 새롬    | Lee Sae-rom 이새롬    | 7. Januar 1997 (28)     | Chuncheon  | Team leader Vocal, Lead Dance, Rap    |
|                      | Jisun 지선     | Roh Ji-sun 노지선     | 23. November 1998 (26)  | Seoul      | Vocal, Lead Dance                     |
|                      | Seoyeon 서연   | Lee Seo-yeon 이서연   | 22. Januar 2000 (25)    | Seoul      | Vocal, Main Rap                       |

## Diskografie

### Studioalben
| Jahr | Titel Musiklabel                     | Höchstplatzierung, Gesamtwochen, AuszeichnungChartplatzierungen (Jahr, Titel, Musiklabel, Platzierungen, Wochen, Auszeichnungen, Anmerkungen) | Höchstplatzierung, Gesamtwochen, AuszeichnungChartplatzierungen (Jahr, Titel, Musiklabel, Platzierungen, Wochen, Auszeichnungen, Anmerkungen) | Anmerkungen                        |
| Jahr | Titel Musiklabel                     | KR | JP | Anmerkungen                        |
| ---- | ------------------------------------ | --- | --- | ---------------------------------- |
| 2023 | Unlock My World Pledis Entertainment | KR5 (9 Wo.)KR | — | Erstveröffentlichung: 5. Juni 2023 |

### EPs
| Jahr | Titel Musiklabel                                            | Höchstplatzierung, Gesamtwochen, AuszeichnungChartplatzierungen (Jahr, Titel, Musiklabel, Platzierungen, Wochen, Auszeichnungen, Anmerkungen) | Höchstplatzierung, Gesamtwochen, AuszeichnungChartplatzierungen (Jahr, Titel, Musiklabel, Platzierungen, Wochen, Auszeichnungen, Anmerkungen) | Anmerkungen                              |
| Jahr | Titel Musiklabel                                            | KR | JP | Anmerkungen                              |
| ---- | ----------------------------------------------------------- | --- | --- | ---------------------------------------- |
| 2018 | To. Heart Stone Music Entertainment, CJ E&M                 | KR4 (10 Wo.)KR | — | Erstveröffentlichung: 24. Januar 2018    |
| 2018 | To. Day Stone Music Entertainment, CJ E&M                   | KR4 (14 Wo.)KR | — | Erstveröffentlichung: 5. Juni 2018       |
| 2020 | My Little Society Off The Record Entertainment, Genie Music | KR3 (10 Wo.)KR | JP10 (3 Wo.)JP | Erstveröffentlichung: 16. September 2020 |
| 2022 | Midnight Guest Pledis Entertainment, YG Plus                | KR2 (8 Wo.)KR | JP3 (1 Wo.)JP | Erstveröffentlichung: 17. Januar 2022    |
| 2022 | From Our Memento Box Pledis Entertainment, YG Plus          | KR1 (5 Wo.)KR | — | Erstveröffentlichung: 27. Juni 2022      |

### Single-Alben
| Jahr | Titel Musiklabel                                       | Höchstplatzierung, Gesamtwochen, AuszeichnungChartplatzierungen (Jahr, Titel, Musiklabel, Platzierungen, Wochen, Auszeichnungen, Anmerkungen) | Höchstplatzierung, Gesamtwochen, AuszeichnungChartplatzierungen (Jahr, Titel, Musiklabel, Platzierungen, Wochen, Auszeichnungen, Anmerkungen) | Anmerkungen                             |
| Jahr | Titel Musiklabel                                       | KR | JP | Anmerkungen                             |
| ---- | ------------------------------------------------------ | --- | --- | --------------------------------------- |
| 2018 | From.9 Off The Record Entertainment, Genie Music       | KR3 (10 Wo.)KR | — | Erstveröffentlichung: 10. Oktober 2018  |
| 2019 | Fun Factory Off The Record Entertainment, Genie Music  | KR2 (7 Wo.)KR | — | Erstveröffentlichung: 4. Juni 2019      |
| 2021 | 9 Way Ticket Off The Record Entertainment, Genie Music | KR4 (6 Wo.)KR | JP9 (1 Wo.)JP | Erstveröffentlichung: 17. Mai 2021      |
| 2021 | Talk & Talk Pledis Entertainment, YG Plus              | KR9 (2 Wo.)KR | — | Erstveröffentlichung: 1. September 2021 |
| 2024 | Supersonic Pledis Entertainment                        | KR1 (6 Wo.)KR | — | Erstveröffentlichung: 12. August 2024   |

### Singles
| Jahr | Titel Album                               | Höchstplatzierung, Gesamtwochen, AuszeichnungChartsChartplatzierungen (Jahr, Titel, Album, Platzierungen, Wochen, Auszeichnungen, Anmerkungen) | Anmerkungen                                                                        |
| Jahr | Titel Album                               | KR | Anmerkungen                                                                        |
| ---- | ----------------------------------------- | --- | ---------------------------------------------------------------------------------- |
| 2017 | Glass Shoes (유리구두) –                  | — | Erstveröffentlichung: 30. November 2017 Veröffentlichung vor dem offiziellen Debüt |
| 2018 | To Heart To. Heart                        | — | Erstveröffentlichung: 24. Januar 2018                                              |
| 2018 | DKDK (두근두근) To. Day                   | — | Erstveröffentlichung: 5. Juni 2018                                                 |
| 2018 | Love Bomb From.9                          | — | Erstveröffentlichung: 10. Oktober 2018                                             |
| 2019 | Fun! Fun Factory                          | — | Erstveröffentlichung: 4. Juni 2019                                                 |
| 2020 | Feel Good (Secret Code) My Little Society | — | Erstveröffentlichung: 16. September 2020                                           |
| 2021 | We Go 9Way Ticket                         | KR106 (18 Wo.)KR | Erstveröffentlichung: 17. Mai 2021                                                 |
| 2021 | Talk & Talk –                             | KR97 (1 Wo.)KR | Erstveröffentlichung: 1. September 2021                                            |
| 2022 | DM Midnight Guest                         | KR57 (8 Wo.)KR | Erstveröffentlichung: 17. Januar 2022                                              |
| 2022 | Stay This Way From Our Memento Box        | KR14 (5 Wo.)KR | Erstveröffentlichung: 27. Juni 2022                                                |
| 2023 | #menow Unlock My World                    | KR13 (2 Wo.)KR | Erstveröffentlichung: 5. Juni 2023                                                 |
| 2024 | Supersonic                                | KR2 (… Wo.)KR | Erstveröffentlichung: 12. August 2024                                              |

## Auszeichnungen

### Preisverleihungen
2018
- Asia Model Awards – New Star Award[27]
- Asia Artist Awards – Rising Star Award[28]

2019
- V Live Awards – Rookie Top 5[29]

2021
- Brand Customer Loyalty Awards – Female Idol – Hot Trend[30]
- Brand Of The Year Awards – Hot Trend Female Idol[31]

### Musikshows
| Jahr | Datum      | Titel         |
| ---- | ---------- | ------------- |
| 2022 | 26. Januar | DM            |
| 2022 | 6. Juli    | Stay This Way |

| Jahr | Datum   | Titel         |
| ---- | ------- | ------------- |
| 2022 | 9. Juli | Stay This Way |

| Jahr | Datum   | Titel         |
| ---- | ------- | ------------- |
| 2022 | 8. Juli | Stay This Way |

| Jahr | Datum   | Titel         |
| ---- | ------- | ------------- |
| 2022 | 7. Juli | Stay This Way |

| Jahr | Datum        | Titel         |
| ---- | ------------ | ------------- |
| 2021 | 7. September | Talk & Talk   |
| 2022 | 25. Januar   | DM            |
| 2022 | 5. Juli      | Stay This Way |